# 1073
Năm 1073 trong lịch Julius.